# Galinsoor
Galinsoor est une ville somalienne située entre les régions frontalières de Mudug et Galguduud. La population est largement composée du clan Sacad de Habar Gedir.